# Así te quiero
 Así te quiero  es una película de Argentina en blanco y negro dirigida por Edmo Cominetti según el guion de Tito Insausti y Arnaldo Malfatti sobre el argumento de Eifel Celesia que se estrenó el 18 de febrero de 1942 y que tuvo como protagonistas a Tito Lusiardo, Carlos Morganti, Ángeles Martínez y Oscar Villa.

## Sinopsis
Un bohemio reacio al matrimonio y al trabajo obtendrá enriquecimiento repentino.

## Reparto
- Tito Lusiardo
- Carlos Morganti
- Ángeles Martínez
- Oscar Villa
- Fedora Noble
- Roberto Blanco
- Mecha López
- Ernesto Villegas
- Ramón J. Garay
- Ada Cornaro
- Luisa Barrié
- José Ruzzo
- José Plastino
- R. Alcón
- Antonio Capuano
- Fausto Etchegoin
- Mecha Cobos
- Max Citelli
- Antonio Gianelli
- E. Villoldo
- Elda Dessel
- Carlos Dux
- Ángel Morel
- Ángel Boffa

## Comentarios
La crónica de La Nación sobre el filme dijo:

”Infortunado experimento local… de comedia lunática…Escorias y fragmentos de modesto teatro por secciones, muy antiguos y abolidos chascarrillos, retruécanos que alguna vez gozaron de cierto favor en los sectores menos exigentes del público.”

Por su parte Calki en El Mundo opinó :

”A lo sumo, un decorado más lujoso, una fotografía más moderna, pero el contenido es el mismo: una fábula trivial, con situaciones de pochade y chistes a granel, puesta en ligiera marcha, como el juego un movedizo de su intérprete.”